# Ri-Bhoi
Ri-Bhoi (engelska: Rh-Bhoi District) är ett distrikt i Indien.   Det ligger i delstaten Meghalaya, i den östra delen av landet, 1 500 km öster om huvudstaden New Delhi. Antalet invånare är 258 840. Arean är 2 378 kvadratkilometer. Ri-Bhoi gränsar till Kārbi Ānglong.
Terrängen i Ri-Bhoi är kuperad åt nordost, men åt sydväst är den bergig.
Följande samhällen finns i Ri-Bhoi:
- Nongpoh